# ポルトガル、夏の終わり
『ポルトガル、夏の終わり』（ポルトガル なつのおわり、Frankie）は2019年のアメリカ合衆国・フランス・ポルトガルのドラマ映画。監督はアイラ・サックス、主演はイザベル・ユペール、グレッグ・キニア、マリサ・トメイ、ジェレミー・レニエ、ブレンダン・グリーソンなど。癌で余命わずかの世界的名女優と、彼女がポルトガルの美しい避暑地へ呼び寄せた家族や親友たちが織りなす人間模様の行く末を描いた群像劇。

## ストーリー
フランソワ・クレモント（フランキー）はヨーロッパ映画界における大女優であり、一族の女家長でもあった。ある年の10月、フランキーは自らの死が近いことを予感した。そこで、彼女は一族全員と友人の一人であるアイリーンを呼び寄せ、ポルトガルのシントラで最期のバカンスを楽しむことにした。しかし、フランキーがシントラ行きを決めたのには別の理由があった。それは一人息子のポールとアイリーンを引き合わせ、結婚へと導くためであった。ところが、アイリーンには既に恋人ゲイリーがいたのである。

## キャスト
- フランソワ・クレモント（フランキー）: イザベル・ユペール - 余命わずかの大女優。
- アイリーン・ビアンキ: マリサ・トメイ - フランキーの友人。ヘアメイクアーティスト。
- ゲイリー: グレッグ・キニア - アイリーンの恋人。映画の撮影監督。
- ポール・ガニエ: ジェレミー・レニエ - フランキーの息子。
- ジミー: ブレンダン・グリーソン - フランキーの夫。
- シルヴィア・オンド: ヴィネット・ロビンソン - ジミーの娘。フランキーの継子。
- イアン: アリヨン・バカレ（英語版） - シルヴィアの夫。
- ミシェル・ガニエ: パスカル・グレゴリー - フランキーの最初の夫。ポールの父。
- ティアゴ: カルロト・コッタ（英語版） - 観光ガイド。
- マヤ: セニア・ナニュア（英語版） - シルヴィアとイアンの娘。

## 製作
2018年2月14日、アイラ・サックス監督の新作映画『A Family Vacation』にイザベル・ユペール、グレッグ・キニア、マリサ・トメイ、ジェレミー・レニエが出演することになったと報じられた。10月、本作の主要撮影がポルトガルで始まった。同月16日、ブレンダン・グリーソンとアリヨン・バカレがキャスト入りした。2019年4月1日、ディコン・ハインクリフェが本作で使用される楽曲を手掛けるとの報道があった。

## 公開・マーケティング
2019年4月30日、ソニー・ピクチャーズ・クラシックスが本作の全米配給権を購入したと報じられた。5月20日、本作は第72回カンヌ国際映画祭でプレミア上映された。その際、『Frankie』というタイトルで上映された。8月16日、本作のオフィシャル・トレイラーが公開された。

## 評価
映画批評集積サイトのRotten Tomatoesには104件のレビューがあり、批評家支持率は56%、平均点は10点満点で5.5点となっている。サイト側による批評家の見解の要約は「欠点はあるが、俳優陣の演技は上々である。『ポルトガル、夏の終わり』において、アイラ・サックス監督は登場人物たちがおりなす複雑な人間関係の中で立ち往生しているが、素晴らしいキャストのお陰で度々脱出に成功している。」となっている。また、Metacriticには29件のレビューがあり、加重平均値は55/100となっている。